# ۶۸۲ (قمری)
۶۸۲ (قمری)، ششصد و هشتاد و دومین سال در گاهشماری هجری قمری است. اول محرم این سال برابر با یکم آوریل سال ۱۲۸۳ میلادی است.